# 't Is weer proper!
 't Is weer proper! is het 119e stripalbum uit de stripreeks van De avonturen van Urbanus en verscheen als stripalbum in België. Het stripverhaal kwam van de hand van Willy Linthout.
Het album is een verzameling van gags. 